# 不要迷恋哥，哥只是个传说
“不要迷恋哥，哥只是个传说”是一句网络语言，起源于猫扑大杂烩（2009年3月），由网友“不要迷恋哥”的一个帖子引起的恶搞，随后该贴访问量和回帖数激增，大量PS和恶搞的图片蜂拥而至，许多猫扑高管也参与了其中的恶搞活动，由此网友们纷纷开始注意帖子的标题《不要迷恋哥，哥只是个传说》。接下来的几个月内就已在网络上广为流传，为许多人所知。一些网站的娱乐新闻也以此为题进行报道。

## 含义
这句话里的“哥”可以理解成“我”，反映了一种自我欣赏、自我陶醉的心态，也可以纯粹用来调侃，也有许多论坛中的网友在一些恶搞的图片中加上这句话。这句话的衍生版还有“不要恶搞姐，姐会让你吐血”、“不要牵挂妹，妹只是两行泪”等。
与其他很多网络流行文化（如贾君鹏事件）一样，这句话本身并无特别含义，只是受关注多导致流行而已。